# Un pugno di amici
Un pugno di amici è un film italiano del 2020 diretto da Sergio Colabona.

## Trama
Due ragazzi siciliani, Matranga e Minafò, si inventano un piano per guadagnare qualche soldo. Matranga si finge direttore di un villaggio turistico mentre Minafò capo animatore. I due però non sanno che hanno invaso la zona di un criminale.

## Distribuzione
Il film è stato distribuito a partire dal 16 giugno 2020.